# Ifaistos Limnou BC
O Ifaistos Limnou B.C. (em grego:   Ήφαιστος Λήμνου K.A.E.) é um clube de basquetebol baseado em Lemnos, Grécia que atualmente disputa a Stoiximan.gr Liga. Manda seus jogos na Kleisto Gimnastirio Limnou Nikos Samaras com capacidade para 1.260 espectadores.

## Histórico de Temporadas
| Temporada | Nível | Liga    | Pos. | J     | PL  | Resultado         | Copa da Grécia | Competições internacionais |
| --------- | ----- | ------- | ---- | ----- | --- | ----------------- | -------------- | -------------------------- |
| 2018–19   | 1     | Liga A1 | 6    | 13-13 | 1-2 | Quartas de finais |                |                            |

fonte:eurobasket.com